# Karl Hugo Strunz
Karl Hugo Strunz, nemški mineralog, visokošolski predavatelj in razvijalec sodobne klasifikacije mineralov, * 24. februar 1910, Weiden in der Oberpfalz, Nemčija, † 19. april 2006, Unterwössen, Nemčija. 

## Življenje
Po maturi na realki v Regensburgu se je Hugo Strunz leta 1929 vpisal na Univerzo Ludwig-Maximilians v Münchnu. Študiral je naravoslovne znanosti s poudarkom mineralogiji in leta 1933 doktoriral iz filozofije. Dve leti kasneje je doktoriral še na Tehnični univerzi v Münchnu.
Leta 1937 je odšel v Mineraloški muzej v Berlinu in postal asistent mineraloga Paul Ramdohra (1890-1985), pionirja na področju mikroskopije rud. Leta 1938 so ga habilitirali za docenta. 
Od 1939 do konca druge svetovne vojne je bil docent mineralogije in petrografije na Univerzi Friedricha-Wilhelma, ki se je leta 1946 preimenovala v Humboldtovo univerzo v Berlinu. Zatem  je poučeval mineralogijo na Filozofsko-teološki fakulteti univerze v Regensburgu in ustanovil Mineraloško-geološki inštitut, ki se je kasneje razširil in postal Državni raziskovalni inštitut za uporabno mineralogijo. 
Leta 1951 je prevzel  Katedro za mineralogijo in petrografijo na Tehniški univerzi v Berlinu. V naslednjih nekaj letih je ustanovil Mineraloški inštitut, kjer je delal do upokojitve leta 1978. V tem obdobju je objavil več kot 200 strokovnih del. 
Strunz je  na svojih mineraloških odpravah obiskal večino evropskih držav in več afriških državah, vključno z Madagaskarjem, Namibijo, Zimbabvejem in Tanzanijo.
Bil je ustanovni član Mednarodnega mineraloškega združenja (IMA). Od leta 1958 do 1970 je bil predsednik Mineral Data Commission, od leta 1982 pa njegov namestnik. Po upokojitvi je bil kustos Mineraloškega muzeja v Unterwössnu. 

## Pomembni dosežki
Karl Hugo Strunz je leta 1941 razvil svojo prvo sistematiko mineralov, ki je temeljila na njihovi kemični sestavi in kristalni strukturi. Minerale je razvrstil v devet razredov (do leta 1941 in po letu 2001 je deset razredov). Od takrat se njegove Mineraloške tabele nenehno posodabljajo. Prevedene so v več jezikov in so postale standardno delo za sistematiko mineralov.
Odkril je 14 novih vrst mineralov, med njimi laueit, hagendorfit, hudobait, flajšerit, stranskiit, liandradit in pečeckit.

## Izbrana dela
Strunzovo najpomembnejše delo je sistematika mineralov Mineralogischen Tabellen iz leta 1941, ki je leta 2001 doživela svojo 9. dopolnjeno izdajo z naslovom Mineralogical tables: chemical structural mineral classification system.
Drugo pomembno delo je Klockmannov Lehrbuch der Mineralogie (Učbenik mineralogije) (ISBN 3-432-82986-8), ki je nastal pod Strunzovim vodstvom in s sodelovanjem Paula Ramdohra. 
Leta 1932 je objavil  študijo Über strukturelle Beziehungen zwischen Phosphaten (Triphylin) und Silikaten (Olivin) und über die chemische Zusammensetzung von Ardennit und Narsarsukit (O strukturnih povezavah fosfatov in silikatov). Sledili sta študiji Beschreibung Über die Verwandtschaft der Silikate mit den Phosphaten und Arsenaten (O sorodnosti silikatov s fosfati in arzenati, 1936) in Chemische Zusammensetzung und Struktur von Rhodizit und Jeremejewit (Kemična sestava in struktura rodizita in jeremejevita, 1939).
Leta 1947 je objavil Geologische Übersichtstafel für Mitteleuropa (u.a.) (Geološke preglednice za Srednjo Evropo). Preglednice so bile dopolnjeneleta 1948. Še istega leta je objavil delo Struktur und Gestalt (Sestava in oblika), ki je nekakšen uvod za lažje razumevanje kristalografije.  
Leta 1953 je objavil knjigo Mineralien und Lagerstätten in Ostbayern (Minerali in njihova nahajališča v vzhodni Bavarski).
Leta 1970 je napisal razpravo Von der Bergakademie zur Technischen Universität Berlin (Od fakultete za montanistiko do Tehniške univerze v Berlinu), pet let kasneje pa  knjigo Zur Mineralogie und Geologie der Oberpfalz (Mineralogija in geologija Oberfalza). 

## Priznanja
Hugo Strunz je leta 1985 prejel nemški zvezni Križec za zasluge 1. razreda. Bil je častni član več kot dvajset nacionalnih in mednarodnih znanstvenih društev in akademij, med katerimi so najpomembnejša mineraloška društva Nemčije, ZDA, Anglije, Japonske in Sovjetske zveze. Od leta 1995 je bil častni član Društva prijateljev mineralov iz Münchena. Poleg tega je bil eden od senatorjev nemške akademije znanstvenih raziskovalcev Leopoldina, katere član je postal leta 1968. Hugo Strunz je bil nosilec Bořickyjeve medalje Karlove univerze v Pragi.
Po njem so  poimenovali minerala strunzit in ferostrunzit.

## Vir
- Arno Mücke: In Memoriam Prof. Hugo Strunz. In: Der Aufschluss 57 (2006) Nr. 4, str. 193–194, ISSN 0004-7856

1. 1 2 3 4  Record #117348686 // Gemeinsame Normdatei — 2012—2016.